# Transportadora Associada de Gás S/A
A Transportadora Associada de Gás S.A., também chamada de TAG, é uma sociedade anônima de capital fechado, com sede na cidade do Rio de Janeiro. É a proprietária e a operadora, de gasodutos distribuídos pelas regiões norte, nordeste e sudeste.
A sociedade tem como acionistas a Caisse de dépôt et placement du Québec (CDPQ; Português: Caixa de Depósito e Investimento de Québec) (50%), a Engie Brasil (17.5%) e Engie S.A. (32.5%).

## Histórico
Em 2002, foi criada a Transportadora Associada de Gás, com o nome de Transportadora de Gás Campinas-Cubatão S.A. (TCC). Em 2004, seu nome foi alterado para Transportadora Amazonense de Gás S.A. (TAG).
Em 2006, ganhou a razão social atual, Transportadora Associada de Gás S.A., criada para incorporar todas as transportadoras de gás da Gaspetro, subsidiária da Petrobras, em uma só companhia.
Em 2008, a TAG incorporou a Transportadora Nordeste e Sudeste S.A. (TNS) e a Transportadora Capixaba de Gás S.A. (TCG).
A Transportadora Urucu Manaus S.A. foi incorporada em 2010 pela Transportadora Associada de Gás S.A. Em 2012, a Transportadora Gasene S.A. foi incorporada pela TAG. 
Em 2014, a Petrobrás passou a deter o controle direto da TAG, mediante a transferência das ações detidas pela Gaspetro. No mesmo ano, a TAG adquiriu o controle da totalidade das ações da Nova Transportadora do Sudeste S.A (NTS) e da Nova Transportadora do Nordeste S.A. (NTN).
Em 2017, a Petrobras vendeu 90% das ações da Nova Transportadora do Sudeste para a Brookfield.
Em junho de 2019, foi realizada a venda de 90% das ações da TAG para o consórcio formado pela franco-belga Engie e pelo fundo canadense Caisse de Dépôt et Placement du Québec com o pagamento de R$ 33,5 bilhões, com a continuidade da utilização pela Petrobrás dos serviços de transporte de gás natural prestados pela companhia.
Em julho de 2019, a Petrobras assinou Termo de Compromisso de Cessação com o CADE que previa a venda do controle da TAG até 2021. A TAG é uma das maiores transportadoras de gás do país, junto a Transportadora Brasileira Gasoduto Bolívia-Brasil, que ainda é controlada pela Petrobras.
Em 2020, a Petrobras concluiu a venda da participação remanescente de 10% na empresa para Engie e CDPQ, com o valor total de venda sendo de R$ 1 bilhão.

## Operação

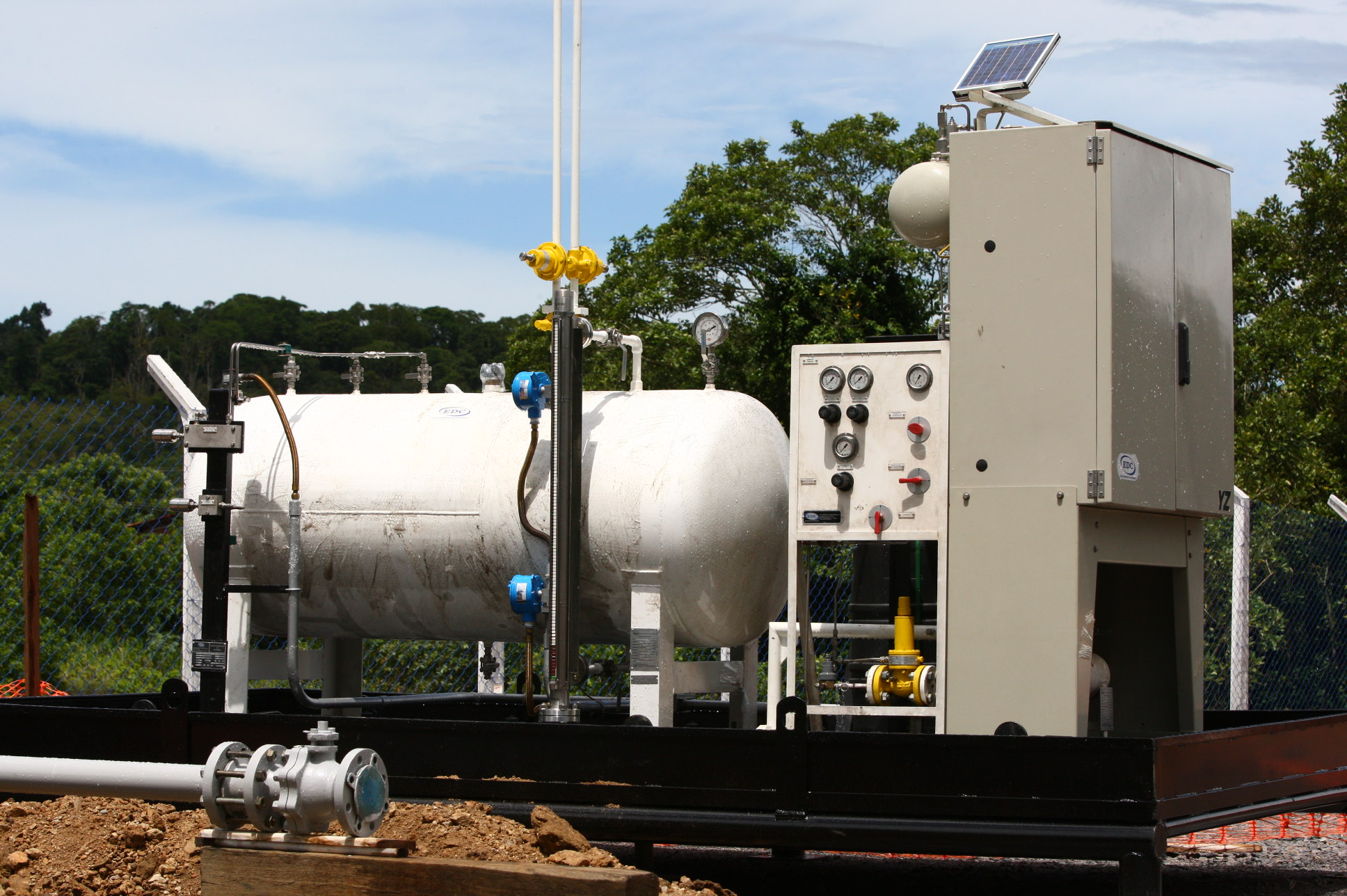
Gasene em Itabuna, Bahia.

A TAG opera uma rede de gasodutos com 4.500 km, atravessando 10 estados brasileiros e quase 200 municípios, sendo proprietária dos sistemasː
- Gasoduto Urucu-Coari-Manaus
- Gasoduto da Integração Sudeste-Nordeste
- Malha Nordeste